# Watergate salad
La Watergate salad è una pietanza dolce statunitense, diffusa nel Midwest, che può fungere da contorno o dessert.
La Watergate Salad è un alimento di semplicissima preparazione che si ottiene miscelando pudding al pistacchio, ananas sciroppato, crema montata, noci pecan tritate e marshmallow. La Watergate salad può essere conservata in frigorifero.

## Storia
Nel 1922 Helen Keller pubblicò una ricetta simile a quella della Watergate salad a cui diede il nome di Golden Gate Salad contenente ananas sciroppato a cubetti, noci, marshmallow, panna montata e altri ingredienti. Keller dichiarò di averla mangiata per la prima volta mentre si trovava in California.

Tuttavia, la vera e propria Watergate salad risale intorno al 1974 e potrebbe prendere il nome dall'evento politico che, durante la prima metà degli anni settanta, coinvolse il presidente Richard Nixon; all'epoca erano state pubblicate altre preparazioni dai nomi che alludono satiricamente allo scandalo, come il Nixon's Perfectly Clear Consomme e il Liddy's Clam-Up Chowder. Stando a quanto riportano gli editorialisti di consulenza domestica Anne Adams e Nan Nash-Cummings nella loro colonna Anne & Nan del 9 ottobre 1997, il nome del pudding proverrebbe da una pietanza simile conosciuta come Watergate cake:
 Sempre durante la metà degli anni settanta, l'americana Kraft Heinz lanciò una ricetta per preparare il dolce in cui sono presenti due ingredienti preparati dall'azienda stessa: la gelatina istantanea al pistacchio Jell-O, e la Cool Whip, una crema che funge da sostituto della panna montata.
L'alimento è oggi diffuso nell'Upper Midwest e in altre aree degli Stati Uniti dove sono tipici i potluck.